# دوکوگانریو ماسامونه
دوکوگانریو ماسامونه (به ژاپنی: 独眼竜政宗 Dokuganryū Masamune) نام یک مجموعه تلویزیونی تاریخی و بیست و پنجمین سری از فیلم‌های مجموعه تلویزیونی تایگا است. این مجموعه توسط ان‌اچ‌کی در سال ۱۹۸۷ میلادی ساخته شده است. در این مجموعه نقش داته ماسامونه توسط کن واتانابه ایفا شده است.

## بازیگران

### نقش اصلی
- کن واتانابه در نقش داته ماسامونه، اژدهای یک چشم
  - ریوتا فوجیما (بعدها فوجیما کانجورو هشتم) در نقش بونتنمارو (کودک ماسامونه)
  - ایجی شیما در نقش توجیرو (ماسامونه پیش از نوجوانی)

### خاندان داته
- کینیا کیتااوجی در نقش داته ترومونه، پدر ماسامونه
- شیما ایواشیتا در نقش یوشی هیمه، مادر ماسامونه
- جونکو ساکورادا در نقش مگوهیمه (بالغ), همسر ماسامونه
  - کومیکو گوتو در نقش مگوهیمه (نوجوان)
- توموکازو میورا در نقش داته شیگه‌زانه، عموی ماسامونه
- رایتا ریو در نقش داته سانه‌موتو،  پدر شیگه زانه
- تروهیکو سایگو در نقش کاتاکورا کاگه‌تسونا، قابل اعتمادترین ملازم ماسامونه
- کئیکو تاکه‌شیتا در نقش کاتاکورا کیتا،  ناخواهری کوجوری
- میکیکو اوتوناشی در نقش تسوتا، همسر کوجوری
- کن ایچی اوکاموتو در نقش داته کوجیرو، برادر جوانتر ماسامونه
- کومیکو آکیوشی در نقش ایزاکا نو تسوبونه, همچنین شناخته شده در نقش نه‌کو گوزن
- یاسوکو ساواگوچی در نقش ایروهاهیمه، نخستین دختر ماسامونه
- چوسوکا ایکاریا در نقش اونیوا یوشینائو
- Takehiro Murata اونیوا تسوناموتو
- شیگرو کویاما در نقش اندو موتونوبو
- کیوزو ناگاتسوکا در نقش روسو ماساکاگه
- میتسورو هیراتا در نقش سوزوکی موتونوبو
- مینوری ترادا در نقش اوچی ساداتسونا
- Machiko Washio در نقش اوچاکو
- Nobuo Yana در نقش مونه‌فویو موراتا
- Shirō Sano در نقش گوتو نوبویاسو
- ایسه اوگاتا در نقش کوکوبو موریشیگه
- Hironobu Nomura در نقش داته تادامونه، دومین پسر ماسامونه
- میچیکو گودای در نقش توسه، همسر شیگه زانه
- Muneyuki Satō در نقش هاسه‌کورا تسونه‌ناگا
- Dai Nagasawa در نقش Nakajima Munemoto

### خاندان موگامی
- یوشیو هارادا در نقش موگامی یوشی‌آکی
- Imafuku Masao در نقش موگامی یوشینوری
- کائوری ساکاگامی در نقش دومین دختر کومه‌همه، یوشی آکی

### خاندان تویوتومی
- شینتارو کاتسو در نقش تویوتومی هیده‌یوشی، حاکم ژاپن
- کائورو یاچیگوسا در نقش کودای این
- کاناکو هیگوچی در نقش یودو دونو، مادر هیده یوری
- ایجی اوکودا در نقش ایشیدا میتسوناری
- Kisuke Yamashita در نقش تویوتومی هیده‌یوری، پسر هیده یوشی
- Maiko Itō در نقش سن هیمه
- یویچی هایاشی در نقش آسانو ناگاماسا
- تاکانوری جینای در نقش تویوتومی هیده‌تسوگو
- Yumiko Nogawa در نقش آساهی هیمه
- تاکاآکی انوکی در نقش اونو هاروناگا
- مینورو اوکی در نقش مائدا توشی‌ایه
- Ken Teraizumi در نقش گامو اوجیساتو
- Gō Wakabayashi در نقش سانادا یوکیمورا
- تاتسوئو ماتسومورا در نقش کاتاگیری کاتسوموتو
- نوبویوکی کاتسوبه در نقش گوتو موتوتسوگو
- Makoto Yuasa در نقش مائدا گنئی

### خاندان توکوگاوا
- ماساهیکو تسوگاوا در نقش توکوگاوا ایه‌یاسو، بنیان‌گذار و اولین شوگون از شوگون‌سالاری توکوگاوا
- هیرویوکی سانادا در نقش ماتسودایرا تاداترو، شوهر ایروها
- هیروشی کاتسونو در نقش توکوگاوا هیده‌تادا
- Shin Takuma در نقش توکوگاوا ایه‌میتسو
- Junichi Nitta در نقش یوکی هیده‌یاسو
- رنجی ایشیباشی در نقش یاگیو مونه‌نوری

### خاندان تامورا
- آکیرا کوبو در نقش تامورا کیوآکی، پدر مگوهیمه
- ایسائو یاماگاتا در نقش  مونه‌کای‌داته تاکومی

### دیگران
- هیدجی اوتاکی در نقش کوسای سوایتسو
- Ryūnosuke Kaneda در نقش اوکوبو ناگایاسو
- ریو ایکبه در نقش سن نو ریکیو
- کی تانی در نقش ایمای سوکون
- José Cardini در نقش لوئیس سوتلو
- Joe Grace در نقش سباستین ویزکینو
- تارو ایشیدا در نقش هاتاکه‌یاما یوشیتسوگو
- هیروشی آریکاوا در نقش Shinjō Danjō
- شین‌ایچی تسوتسومی در نقش Ashina Yoshihiro
- ریوزابورو اوتومو در نقش Kubota Jūrō
- شین آئوموری در نقش Furukawa Danjō